# Didrikssagan

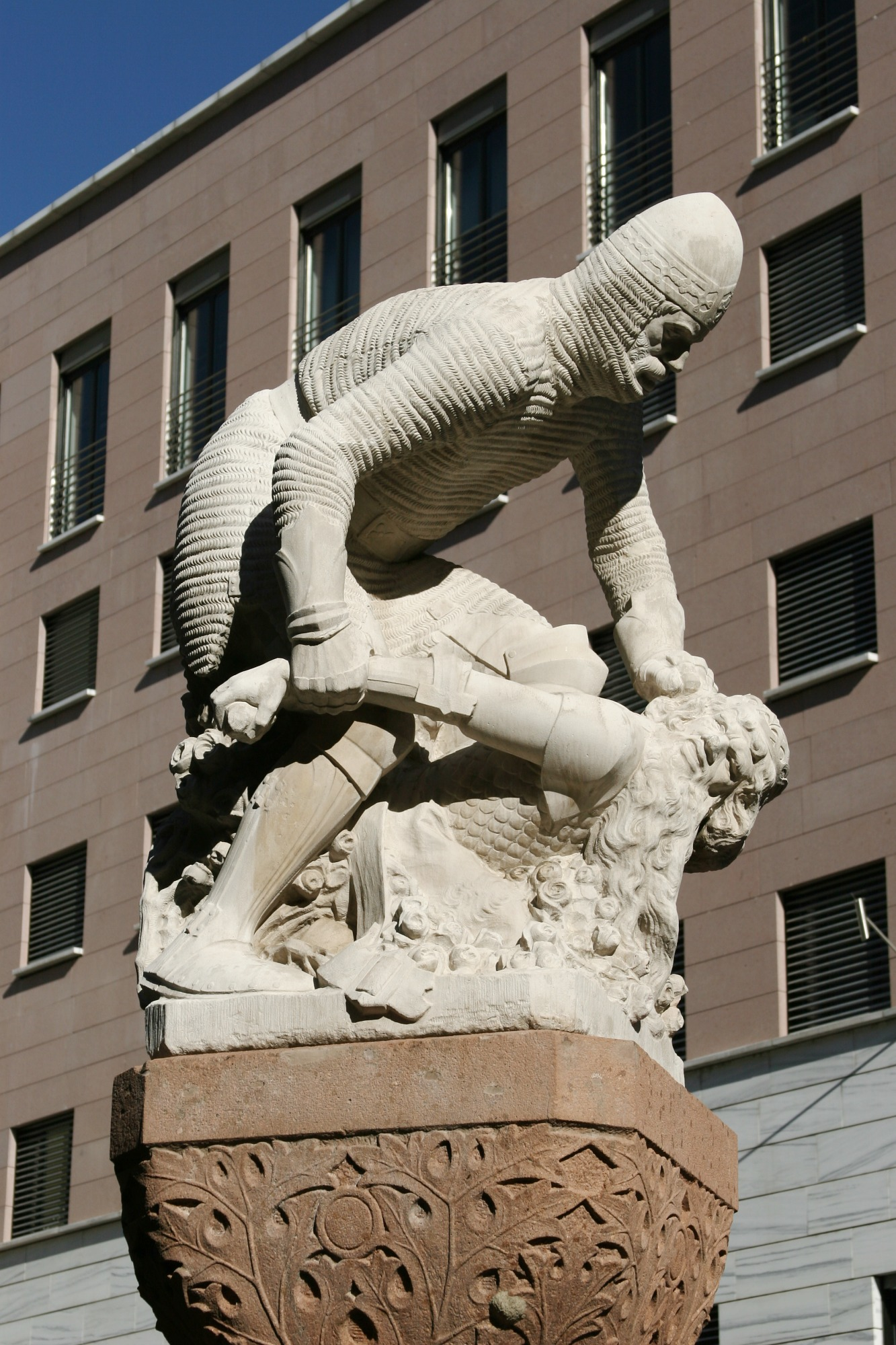
Didrik av Bern.

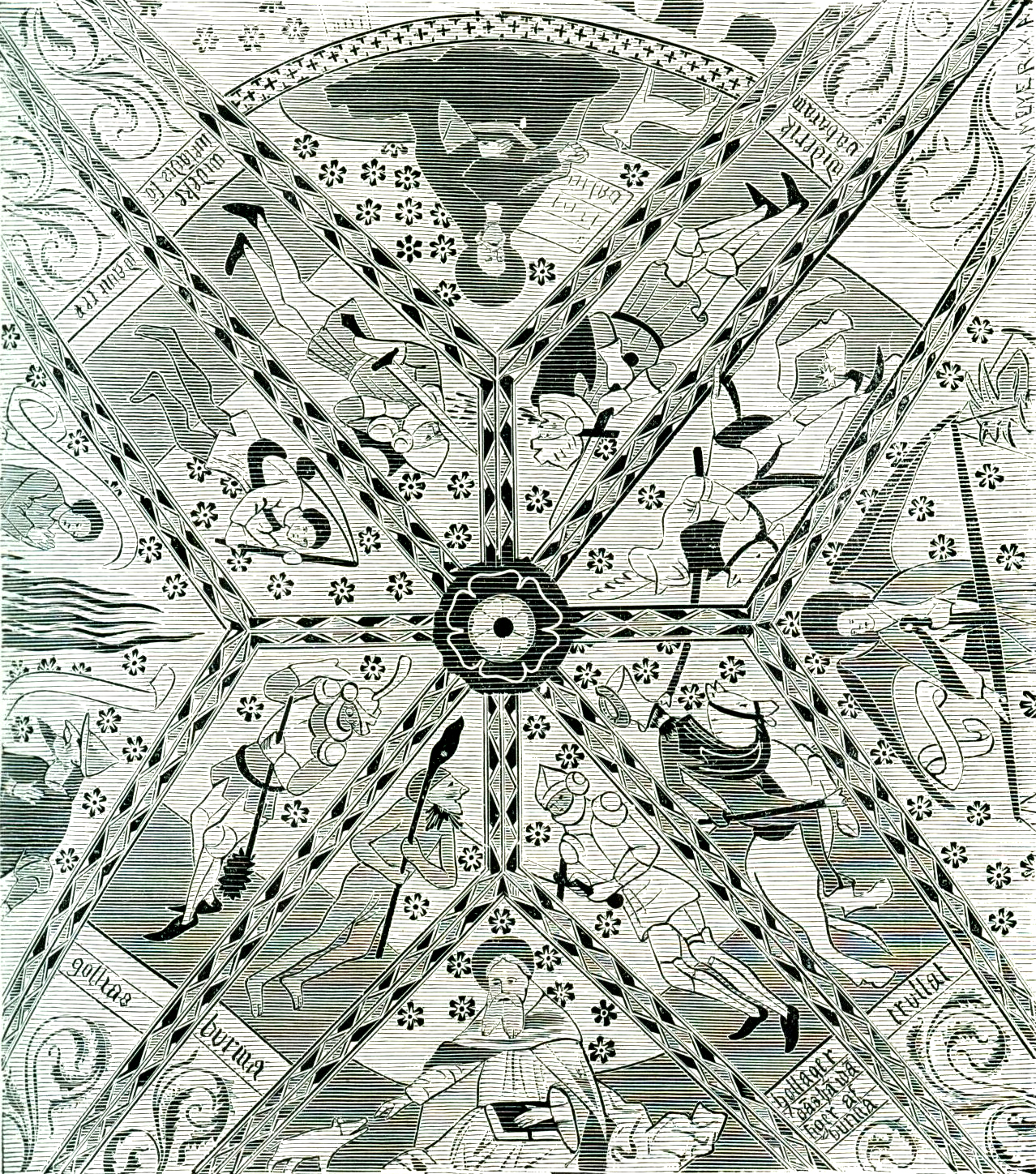
Hjältar ur sagan om Didrik av Bern. Efter en valvmålning i Floda kyrka i Södermanland.

Didrikssagan är en från Tyskland härstammande och även i Norden under medeltiden vitt utbredd saga, vars hjälte är "Dietrich von Bern" (den lågtyska formen av hans namn är "Diderick" eller "Dirick", den norsk-isländska "Þiðrekr", den svensk-danska "Didrik"). 
Didrik är en av folkfantasien återkastad spegelbild av den historiske Theoderik den store, ostrogoternas kung, Italiens erövrare (död 526), och "Bern" är en förvrängning av Verona. I Tyskland blev sagan om Didrik och hans hjältar satt i förbindelse med andra sagor, nämligen den ursprungligen östgotiska Ermanariksagan, som rör sig kring den historiske Ermanarik (död 375), och den frankisk-burgundiska Völsung-Niflunga-sagan, vilken, genom den däri uppträdande sachsiske "huna"-kungen Etzel, sammangöts med minnet av hunnernas kung Attila (död 455), som man trodde sig igenkänna i Etzel.

## Historia

### I Tyskland
I Tyskland finner man ett mycket gammalt spår av Didrikssagan i det forntyska, från 800-talet härrörande, kvädet om striden mellan Hiltibraht (Hildebrand), Didriks främste rådgivare och vän, och sonen Hadubraht. Under 1100-talet ombildades detta kväde till en hjältesång, "Das Hildebrandslied", och en troligen samtidig melodi till denna är ännu i behåll. 
Ett annat, sannolikt mycket gammalt vittnesbörd om ifrågavarande sagas tillvaro i norra Tyskland är ett litet nedertyskt kväde, "Konung Ermentriks dôt", vari skildras ett härtåg, som "Dirick" företog mot en frankisk konung, "Ermentrik". Sannolikt fanns det många kväden av detta slag. I varje fall kände, till följd av sachsarnas gamla kväden (fornkvæði), varje sachsiskt barn kung Didrik och hans kämpar, enligt vad det påstås i företalet till den norsk-isländska "Þiðrekssagan" från tiden omkring 1250. I Sydtyskland blev sådana smärre, folkliga kväden samlade och samarbetade till större dikter, först och främst "Nibelungenôt" (från omkring 1140), som ännu finns i en bearbetning från omkring 1210, nämligen den namnkunniga "Nibelungenlied", vars innehåll är Sigfrieds eller Sigurd Fafnesbanes bedrifter och hans banemäns, nibelungarnas, undergång vid besöket hos deras svåger Etzel, varvid Didrik spelade en huvudroll. Andra högtyska dikter och episoder som hör till Dietrich-sagokretsen är "König Ruother", "Walther und Hildegund" (från 1100-talet.), dikterna om "Ortnit" och "Wolfdietrich" (från 1225-30), om dvärgen "Laurin", "Der grosse Rosengarten", som också behandlar dvärgsagor (från 1250 eller senare), "Die Rabenschlacht" och "Dietrichs Flucht" med fler. 

### I Norden
Till Norden tycks Völsunga-, Niflunga- och Ermanarik-sagorna ha kommit vid en tid då Didrikssagan ännu inte var utbildad eller åtminstone förenad med dem. "Þjóðrekr" namnges i ett par eddakväden, men dessa hänger endast helt löst samman med de övriga. Likaledes finns en Þjó(ð)rikr, som för länge sedan var herre över Hreidhavets (Medelhavets) stränder, nämnd på den svenska Rökstenen (enligt den traditionella tolkningen).
Till Norden tycks sagorna om Didrik och hans hjältar ha kommit redan på 1100-talet genom smärre nordtyska kväden. De möttes här, företrädesvis i Danmark och Sverige, av några mycket bleknade minnen om Sigurd och andra forntidshjältar. Båda dessa traditioner alstrade kämpavisor, av vilka några är bevarade och bland vilka i synnerhet märks visorna om Vidrik Verlandssons kamp med Langben Riske och Sivard Snarensvends tornering med sin frände, den unge Humlung ("De voro sju och sju sinom tjugu"). Enligt norrmannen G. Storms mening härrör ifrågavarande folkvisor från Didrikssagans svenska översättning (från 1440) - en mening som blivit starkt bekämpad av Sophus Bugge och Svend Grundtvig. Vid mitten av 1200-talet uppträdde en norrman eller en islänning, som "efter tyska mäns berättelser", vilka han sannolikt hört i Bergen (huvudorten för hansestädernas handel på Norden), samlade och sammanställde en i många hänseenden utmärkt framställning (i vilken han här och där tillika använde den nordiska traditionen om völsungar och gjukungar) av hela sagokretsen, den så kallade "Þiðrekssagan" (utgiven av bland andra C. R. Unger, 1853), förut vanligen, men oriktigt kallad Vilkinasaga, därför att detta namn användes i Johan Peringskiölds svenska upplaga och översättning (1715). Av denna stora berättelse kom under tiden mellan 1434 och 1447 en pergamenthandskrift till Sverige. Kort därefter skrev en okänd författare, sannolikt med tillhjälp av folkvisor och levande sagor, efter denna handskrift en svensk Didrikssaga (utgiven 1850-54 under titeln Sagan om Didrik af Bern av Gunnar Olof Hyltén-Cavallius). 
Emellertid sökte man även i Tyskland sammanfatta innehållet av de gamla dikterna, nämligen i en prosaframställning, "Das heldenbuch" (från omkring 1477), vilken dock är den nordiska sagan underlägsen i fråga om såväl fullständighet som livlighet. Huruvida detta arbete haft inflytande på den nordiska traditionen är mycket tvivelaktigt. I slutet av 1400-talet överflyttades däremot i rimmad form den tyska dikten om "Kong Laurin" till danska.

## Inflytande
På Sveriges historieskrivning har Didrikssagan utövat stort inflytande. Med stöd av densamma upptar såväl "Gamla krönikan" av 1448 och "Lilla rimkrönikan" som de flesta framställningar av Sveriges historia konungarna över "Vilkinaland" (vilket antogs vara Sverige) i den fornsvenska kungalängden. Tron på denna längds riktighet och ålder stärktes ytterligare då Johannes Bureus 1634 fann det gamla norska pergament som på 1400-talet kommit till Sverige, men i synnerhet genom Olof Rudbeck den äldres Atlantica samt Peringskiölds upplaga och översättning av 1715. Redan Olaus Petri hänvisade dessa fabelkonungar till "Teoderiks von Bern historia och fabler", men det är dock först 1800-talets kritik som lyckats sprida ljus över det rätta förhållandet.

## Översättningar
- (tyska) Die Geschichte Thidreks von Bern (Sammlung Thule Bd. 22). Übertragen von Fine Erichsen. Jena: Diederichs 1924.
- (tyska) Die Thidrekssaga oder Dietrich von Bern und die Niflungen. Übers. durch Friedrich Heinrich von der Hagen. Mit neuen geographischen Anm. vers. von Heinz Ritter-Schaumburg. St. Goar: Der Leuchter, Otto Reichl Verlag, 1989. 2 Bände.
- (tyska) Die Didriks-Chronik oder die Svava: das Leben König Didriks von Bern und die Niflungen. Erstmals vollst. aus der altschwed. Hs. der Thidrekssaga übers. und mit geographischen Anm. versehen von Heinz Ritter-Schaumburg. – St. Goar : Der Leuchter, 1989, ISBN 3-87667-102-7
- (engelska) The Saga of Thidrek of Bern. Translated by Edward R. Haymes. New York: Garland, 1988. ISBN 0-8240-8489-6
- (spanska) Saga de Teodorico de Verona. Anónimo del siglo XIII. Introducción, notas y traducción del nórdico antiguo de Mariano González Campo. Prólogo de Luis Alberto de Cuenca. Madrid: La Esfera de los Libros, 2010. ISBN 84-9321-036-6 / ISBN 978-84-932103-6-6
- (franska) Saga de Théodoric de Vérone (Þiðrikssaga af Bern) - Légendes heroiques d'Outre-Rhin. Introduction, traduction du norrois et notes par Claude Lecouteux. Paris: Honoré Champion, 2001. ISBN 2-7453-0373-2
- (svenska) Sagan om Didrik af Bern. utgiven av Gunnar Olof Hyltén-Cavallius. Stockholm: Norstedt, 1850-1854.
- (svenska) Folkvisan om konung Didrik och hans kämpar. Översatt av Oskar Klockhoff. 1900.
- (latin) (svenska och latin) Wilkina saga, eller Historien om konung Thiderich af Bern och hans kämpar; samt Niflunga sagan; innehållandes några göthiska konungars och hieltars forna bedrifter i Ryszland, Polen, Ungern, Italien, Burgundien och Spanien &c.Sive Historia Wilkinensium, Theoderici Veronensis, ac niflungorum; continens regum atq; heroum quorundam gothicorum res gestas, per Russiam, Poloniam, Hungariam, Italiam, Burgundiam, atque Hispaniam, &c. Ex. mss. codicibus lingvæ veteris scandicæ. Översatt av Johan Peringskiöld, Stockholm, 1715.